# Adnan al-Ghul
Adnān al-Ghūl (in arabo عدنان الغول‎?; Al-Shati, 24 luglio 1962 – Gaza, 21 ottobre 2004) è stato un ingegnere militare palestinese.

## Attività terroristica e militare
Adnān al-Ghūl (nelle fonti anglosassoni e francesi indicato per ragioni di pronuncia al-Ghoul) è stato il principale collaboratore di Mohammed Deif, leader delle Brigate Izz ad-Din al-Qassam, il braccio armato di Hamas. È stato ucciso, assieme a ʿImād ʿAbbās, in quello che gli israeliani chiamano eufemisticamente "omicidio mirato", allorché un elicottero Hughes AH-64 Apache della Heyl Ha'Avir (l'aviazione militare israeliana) lanciò un missile aria-terra contro l'automobile che li trasportava a Gaza il 21 ottobre 2004. Dagli appartenenti di Hamās è considerato un martire.
Identificato dalle Tzva HaHagana LeYisra'el (le forze armate israeliane) come il principale artificiere di Hamās, al-Ghūl aveva raggiunto le file dell'organizzazione fondamentalista palestinese subito dopo la sua creazione nel 1988. Servì poi come assistente del principale tecnico delle Brigate ʿIzz al-Dīn al-Qassām, Yahya Ayyash. Al-Ghūl prese il posto di Ayyāsh quando costui fu assassinato nel 1996 dalle autorità israeliane con la tecnica dell'"omicidio mirato".
Allo scoppio della Intifada al-Aqsa, al-Ghūl sviluppò il razzo Qassam e progettò altre armi fabbricate con materiale grezzo e attrezzature artigianali nella Striscia di Gaza, sfruttando la presenza di tunnel a Rafah, alla frontiera con l'Egitto. Tra queste armi artigianali si ricordano i lanciarazzi e i razzi anticarro quali l'al-Bana, il Batăr e infine lo Yāsīn, spesso impiegati da Hamās nei suoi attacchi contro gli insediamenti israeliani o i soldati israeliani a Gaza, ma anche come mezzo di difesa per contrastare quanto più possibile le incursioni delle forze armate israeliane.
Al-Ghul visse in clandestinità e non rilasciò mai alcuna dichiarazione ai media. Fotografie del quarantaseienne padre di 4 ragazzi sono state distribuite da Hamās solo dopo la sua morte. Il 26 settembre 2003, si dice che avesse avuto un incontro con Mohammed Deif, Ismail Haniya, uno dei capi politici di Hamās, e con la guida spirituale del movimento, lo Shaykh Ahmad Yasin, quando l'aviazione israeliana bombardò la casa dove essi si trovavano. Il primogenito di al-Ghūl, Bilāl, fu ucciso in un raid aereo condotto dagli israeliani su Gaza nel 2001, e il suo secondogenito Muhammed fu ucciso l'anno seguente col cugino durante un raid aereo mal condotto sulla casa di famiglia nel campo-profughi di Maghazi, a sud della città di Gaza.
Le Brigate Izz ad-Din al-Qassam, per ragioni di sicurezza, non divulgarono i nomi degli artificieri dell'epoca. Il 26 febbraio del 2006 la morte dell'assistente di al-Ghūl, ʿAbd al-Muʿṭī Abū Dāf, probabilmente per un'esplosione fortuita del detonatore d'un ordigno esplosivo destinato all'addestramento, dimostrò che le attività degli artificieri comunque proseguivano.

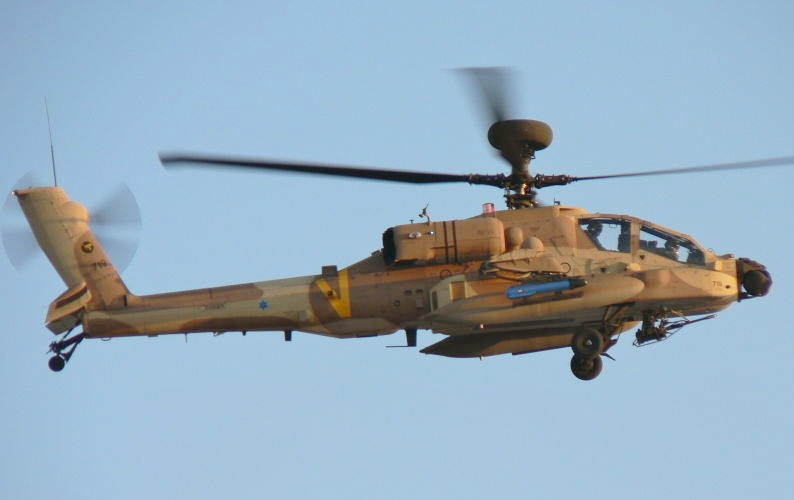
Israeli Air Force AH-64D Saraph